# Griechische Diaspora

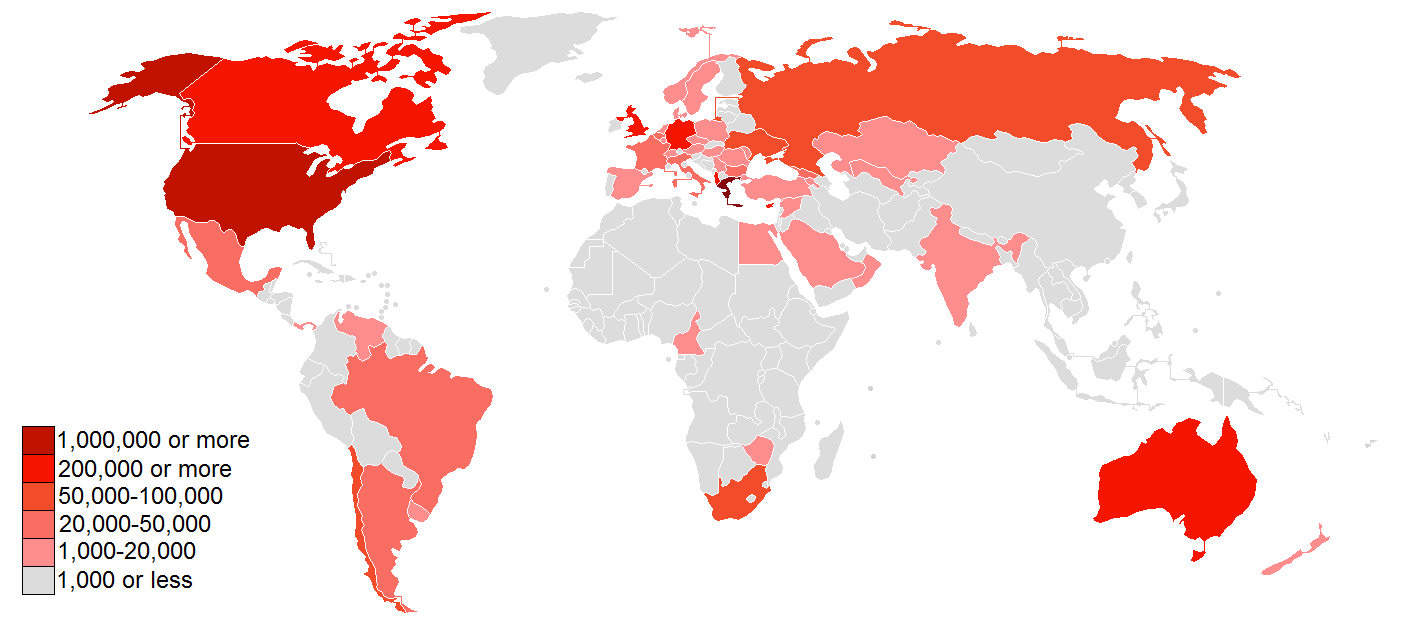

Die Griechische Diaspora (griechisch διασπορά diasporá oder Ομογένεια Omogénia) bezeichnet die Gemeinschaften der außerhalb Griechenlands lebenden Griechen und bezieht sich sowohl auf jene, die seit der Antike existieren (z. B. im Kaukasus), als auch auf diejenigen als Folge der Emigration in der Neuzeit (z. B. in den USA). Überwiegend griechisch besiedelte Gebiete werden auch dann nicht dazugezählt, wenn sie sich außerhalb Griechenlands befinden, z. B. auf Zypern oder der Magna Graecia im Süden Italiens.
Längere Lebensabschnitte im Ausland sind bei Griechen recht häufig, bei Akademikern und Persönlichkeiten sogar die Regel.
Die größte Diasporagemeinde befindet sich in den USA, wo rund 1,3 Mio. Diasporagriechen leben, überwiegend länger als in der dritten oder vierten Generation (entsprechende Wohnviertel werden als Greektown bezeichnet). Der überwiegende Teil ist christlich-orthodoxen Glaubens (seit 1922 mit Zugehörigkeit zum Ökumenischen Patriarchat von Konstantinopel), es gibt auch bedingt durch den Zweiten Weltkrieg zahlreiche Diasporagriechen jüdischen Glaubens, so dass sich teilweise eine Überschneidung zur Jüdischen Diaspora ergibt. Umgekehrt gibt es Mitglieder griechisch-orthodoxer Gemeinden, die aus dem Nahen Osten stammen, jedoch nicht griechischsprachig sind, insbesondere aus Syrien und dem Libanon.

## Geschichte

### Antike

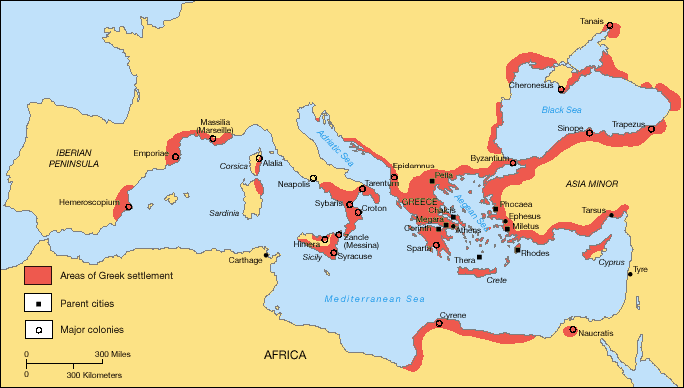
Griechische Kolonisation in der archaischen Epoche (800–480 v. Chr.)

Bedingt durch die küsten- und inselreiche Geographie des Landes haben die Griechen seit der Antike den Austausch mit anderen Völkern und die Kolonisation betrieben. Hierbei ging es weniger um die Errichtung eines Flächenreiches als vielmehr um den wirtschaftlichen und kulturellen Austausch. Bereits um 800 v. Chr. gab es griechische Stadtstaaten an vielen Küsten des Mittelmeers und des Schwarzen Meers, griechische Gründungen waren u. a. Marseille, Nizza, Odessa. Eine weitere griechische Kolonisation setzte zu Zeiten Alexanders des Großen ein und umfasste Ägypten, den Nahen Osten und reichte bis nach Indien.

### Neuzeit

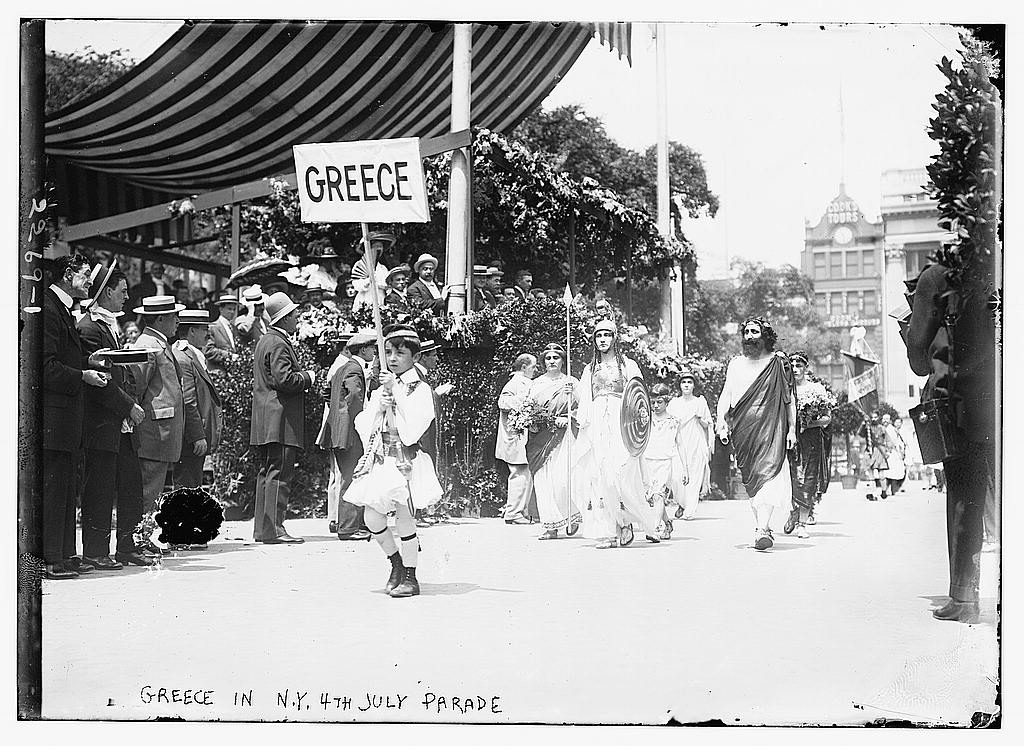
Griechen bei der Parade am 4. Juli 1915 in New York

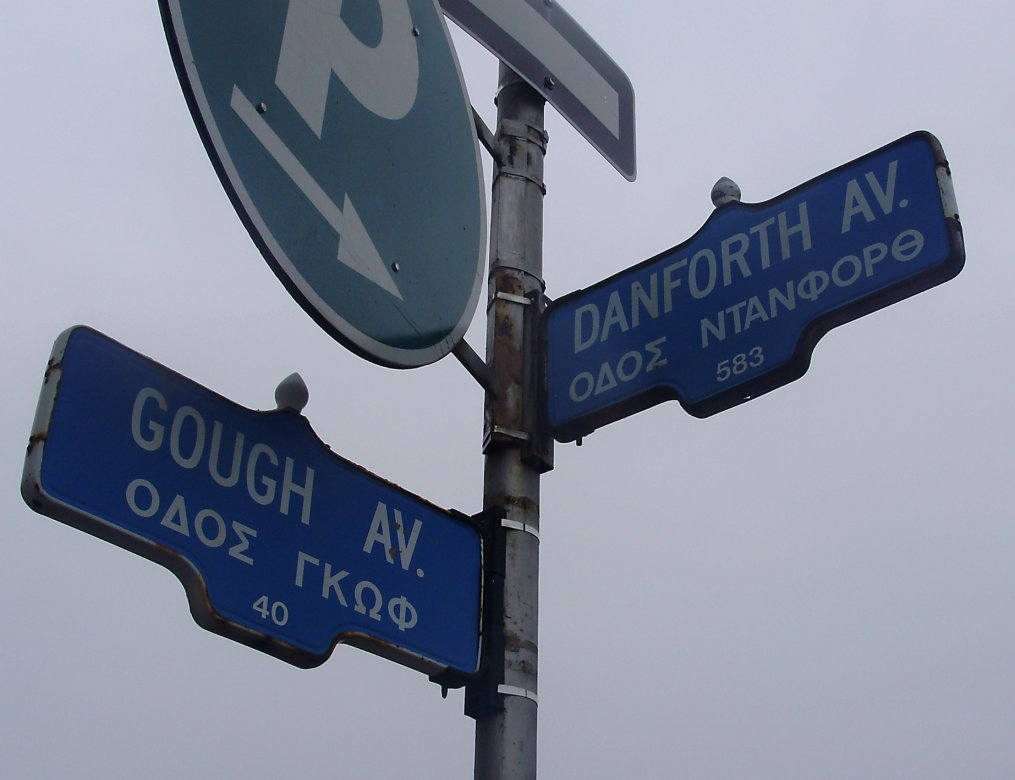
Zweisprachige Straßenschilder in der Greektown von Toronto

Der Fall von Konstantinopel 1453 und die Ausbreitung des Osmanischen Reiches führten zu einer stetigen Auswanderung aus Griechenland, vornehmlich nach Westeuropa und das Russische Reich, später auch in andere Erdteile. In der Renaissance fanden viele Griechen als Übersetzer und Lehrer antiker Schriften Anstellung. Zentren der Emigration waren die Republik Venedig und die Ionischen Inseln.
Im 19. Jahrhundert setzte eine Auswanderung von Griechenland nach Nordamerika, Australien und Lateinamerika (insbesondere Argentinien) ein. Die Südrouten griechischer Reedereien, die europäische Auswanderer transportierten, starteten in Piräus. Im 20. Jahrhundert gab es immer wieder politisch motivierte Auswanderungen, so zogen griechische Kommunisten nach dem griechischen Bürgerkrieg in Länder des Ostblocks, kehrten aber nach dem Fall des Eisernen Vorhangs seit Ende der 1980er Jahre vermehrt aus ökonomischen Gründen überwiegend nach Griechenland zurück.
Griechen der Diaspora waren auch immer wieder Anfeindungen ausgesetzt, einerseits durch staatliche Repressionen, beispielsweise 1956–57 unter Gamal Abdel Nasser in Ägypten, andererseits durch einzelne Gruppen, wie beispielsweise durch Kriegsveteranen bei den griechenfeindlichen Ausschreitungen in Toronto 1918 oder der Verfolgung durch den Ku-Klux-Klan. Aus diesem Grund wurde 1920 in den USA die AHEPA gegründet, eine Hilfsorganisation, welche das Ziel hat, den Austausch von Griechen und Nichtgriechen zu intensivieren.
In den USA haben Personen griechischer Herkunft einen höheren sozioökonomischen Status als andere US-Bürger.
Die heutzutage größte Gemeinde der griechischen Diaspora lebt in Melbourne. Die rund 300.000 Menschen griechischer Abstammung, die dort wohnhaft sind, haben dazu geführt, dass Melbourne als „die größte griechische Stadt außerhalb Griechenlands“ bezeichnet wird; es ist tatsächlich die drittgrößte griechische Gemeinde der Welt nach Athen und Thessaloniki. Griechisch geprägte Wohnviertel werden meist als Greektown oder Griechenviertel bezeichnet.
Von den rund 380.000 Griechen in Deutschland sind ein Großteil Nachkommen von Gastarbeitern, regional auch von Kaufleuten aus der Pelz- oder Tabakbranche.